# 3606 Похйола
3606 Похйола (3606 Pohjola) — астероїд головного поясу, відкритий 19 вересня 1939 року.
Тіссеранів параметр щодо Юпітера — 3,342.